# Sudirman-Gebirge
Das Sudirman-Gebirge (indonesisch Barisan Sudirman), auch Nassau-Gebirge, ist ein Gebirge im indonesischen Teil der Insel Neuguinea (West-Papua) und bildet den westlichen Teil des Maokegebirges. Bei den Ureinwohnern heißt das Gebirge auch Dugunduguoo. Teile des Dugunduguoo gelten der Bevölkerung als heilig. Folgende Berge sind Teil des Massivs (Auswahl):
- 4884 m Carstensz-Pyramide – höchster Berg Ozeaniens und Teil der Seven Summits
- 4870 m Sumantri – zweithöchster Berg Ozeaniens und Teil der Seven Second Summits
- 4862 m Ngga Pulu
- 4820 m (oder 4808 m) Carstensz Oriental (auch Carstensz Timor, Carstensz East)
- 4730 m Puncak Trikora
- 4717 m Ngga Pilimsit